# 天主教諾瓦拉教區
天主教諾瓦拉教區（拉丁語：Dioecesis Novariensis）是天主教會在義大利的一個教區。屬韋爾切利總教區。
教區在4世紀成立，時屬米蘭總教區，第一位主教聖高登雪是教區的主保聖人，由聖安博的繼任人聖星波里新祝聖。1817年9月26日改屬韋爾切利總教區。
教區包括韋爾巴諾-庫西亞-奧索拉省全省、諾瓦拉省大部份地區，以及韋爾切利省北部和帕維亞省的小部，2004年有教友525,265人，佔轄區總人口96.4%。教區下轄346個堂區，有521名司鐸。現任教區主教為弗蘭科·朱利奧·布蘭比拉。